# Маскара (вилайет)
Ма́скара (араб. ولاية معسكر‎) — вилайет в северо-западной части Алжира, имеет одноимённое название с административным центром городом Маскара. «Маскара» в переводе с арабского означает «военный гарнизон».

## Географическое положение
Вилайет Маскара лежит в горах Атлас. 18 августа 1994 года в городе Маскара произошло землетрясение силой 5,6 баллов по шкале Рихера, унёсшее жизни 171 жителя.
Граничит с вилайетами Мостаганем на севере, Гализан и Тиарет на востоке, Саида на юге, Сиди-Бель-Аббес и Оран на западе.

## Административное деление
Административно вилайет разделен на 16 округов и 47 коммун.

### Округа
1. Айн-Фарес (Aïn Farès)
2. Айн-Фекан (Aïn Fekan)
3. Ауф (Aouf)
4. Буханифия (Bouhanifia)
5. Эль-Бордж (El Bordj)
6. Грисс (Ghriss)
7. Хашем (Hachem)
8. Маскара (Mascara)
9. Мохамадия (Mohammadia)
10. Оггас (Oggaz)
11. Улед-Аттия (Ouled Attia)
12. Уед-Тария (Oued Taria)
13. Сиг (Sig)
14. Тигениф (Tighenif)
15. Тизи (Tizi)
16. Захана (Zahana)

## Экономика и промышленность
Является сельскохозяйственным вилайетом. Здесь производят табак, оливковое масло, шерсть и вино.

## Палеоантропология
Близ Тернифина (Тигенифа) найдены три нижних челюсти и теменная кость позднеплейстоценового гоминина — атлантропа (700 тыс. л. н.).